# Daan Debouver
Daan Debouver (27 januari 1993) is een Belgisch voetballer, momenteel actief bij KFC Mandel United in de Belgische Tweede klasse amateurs. Debouver is afkomstig van Tielt en genoot zijn jeugdopleiding bij Club Brugge. Hij is een aanvallende middenvelder.

## Carrière
Debouver startte zijn jeugdopleiding in 1998 bij VV Tielt. Op 7-jarige leeftijd werd zijn talent opgemerkt en verhuisde hij naar Royal Excelsior Moeskroen. Vanaf 2003 speelde Debouver in de kleuren van Club Brugge K.V. waar hij tot de beloften categorie vlot doorstroomde en ook enkele A-kern selecties kon veroveren. Met de beloften van Club Brugge K.V. werd Debouver in het seizoen 2013-2014 landskampioen en behaalde hij de Beker van België voor Beloften. Het seizoen 2014-2015 bracht Debouver door bij Tweedeklasser KRC Mechelen. Met Racing Mechelen bereikte hij de achtste finales van de Beker van België na het uitschakelen van KRC Genk. In juni 2015 tekende Debouver een tweejarig contract bij KMSK Deinze dat van Derde naar Tweede Klasse overgaat. 